# Джерело «Стінка»
Джерело Стінка — гідрологічна пам'ятка природи місцевого значення. 
Розташована на східній околиці с. Миролюбівка на території Миролюбівської сільської ради Піщанського району Вінницької області. Оголошена відповідно до рішення Вінницького облвиконкому від 29.08.1984 р. № 371. 
Охороняється великодебітний вихід на поверхню ґрунтової води із вапнякових порід, що живить струмок, який впадає в р. Кам'янку.